# Grabik (przystanek kolejowy)
Grabik – zlikwidowany przystanek osobowy w Grabiku, w gminie Żary, w powiecie żarskim, w województwie lubuskim. Położony jest przy linii kolejowej z Zielonej Góry do Żar. Został oddany do użytku w 1896 roku. W 2023 r. PKP PLK zapowiedziało odbudowę przystanku, a jego otwarcie planowane jest na 2025. 